# Ruth Negga
Ruth Negga (Addis Abeba, 7 januari 1982) is een Ethiopisch-Ierse televisie- en filmactrice.

## Biografie
Ruth Negga werd in 1982 in Addis Abeba geboren als de dochter van een Ierse moeder en een Ethiopische vader. Op vierjarige leeftijd verhuisde ze met haar ouders naar Ierland. Ze groeide op in Limerick. Toen ze zeven jaar oud kwam haar vader om het leven bij een auto-ongeluk.
Negga studeerde aan Trinity College in Dublin, waar ze een bachelordiploma behaalde in de acteerrichting.

### Filmcarrière
Negga maakte in 2004 haar acteerdebuut in de Ierse film Capital Letters. Een jaar later vertolkte ze een hoofdrol in de horrorfilm Isolation. Daarnaast werd ze door regisseur Neil Jordan ook gecast in diens komisch drama Breakfast on Pluto.
In diezelfde periode brak Negga door met haar televisierollen. Zo was ze te zien in verscheidene afleveringen van de Britse series Criminal Justice, Personal Affairs en Misfits. In 2013 kreeg ze ook een terugkerende rol in de ABC-serie Agents of S.H.I.E.L.D., waarin ze het personage Raina vertolkte.
In 2011 kroop Negga in de huid van zangeres Shirley Bassey in de tv-film Shirley. Twee jaar later had ze ook kleine rollen in de Hollywoodfilms World War Z en 12 Years a Slave.

## Filmografie

### Film
- Capital Letters (2004)
- Breakfast on Pluto (2005)
- Isolation (2005)
- Colour Me Kubrick (2005)
- Jacob (2010)
- Shirley (2011) (tv-film)
- Fury (2012)
- World War Z (2013)
- 12 Years a Slave (2013)
- Jimi: All Is by My Side (2013)
- Noble (2014)
- Una Vida: A Fable of Music and the Mind (2014)
- Warcraft (2016)
- Loving (2016)

### Televisie
- Doctors (2004) (1 aflevering)
- Love is the Drug (2004) (4 afleveringen)
- Criminal Justice (2008) (5 afleveringen)
- Personal Affairs (2009) (5 afleveringen)
- Five Daughters (2010) (3 afleveringen)
- Love/Hate (2010-2011) (8 afleveringen)
- Misfits (2010) (6 afleveringen)
- The Nativity (2010) (4 afleveringen)
- Secret State (2012) (4 afleveringen)
- Agents of S.H.I.E.L.D. (2013-2015) (17 afleveringen)
- Preacher (2016-2019)

### Videogame
- Dark Souls II (2014) (stem)